# Biskopsgrundet
Biskopsgrunden, Bisschops ondiepte, is een eiland van de Lule-archipel. Het eiland ligt ten zuidwesten van Biskopsholmen. Het heeft geen vaste oeververbinding. Er staan een paar kleine huizen op het eiland. Het steekt nog geen 10 meter boven de zeespiegel uit. De bisschop naar wie Biskopsgrunden en Biskopsholmen zijn genoemd is Benzelius, een prediker die de eilanden bezocht.